# 한국프로야구 (비디오 게임)
《한국프로야구》(Super Bases Loaded 2)는 1994년에 대한민국에 출시된 야구 비디오 게임으로, 16비트 게임기 슈퍼컴보이용으로 개발되었다. 현대전자가 자레코사와 공동개발로 개발하였으며 1993년의 《슈퍼 3D 베이스볼》(スーパー3Dベースボール) 게임의 일본어를 한글로 변경, 한국어화한 것이 주요 특징이다. 1994년 2월 7일에 첫 시판하였다. 게임팩으로 구성된 《한국프로야구》는 대한민국의 프로야구 선수들이 직접 나와 올스타전, 페넌트레이스, 오픈전을 펼친다.

## 개요
이 게임은 비공식 경기, 시즌, 올스타 모드를 갖추고 있다.
또, 플레이어가 자신만의 팀을 꾸릴 수 있게 하며, 비공식 경기 모드나 시즌 경기 모드로 진행할 수 있다. 152개의 시즌 경기를 갖추고 있지만 MLB 라이선스 기능이 없으며 그 대신 3개의 경기장과 더불어 각 리그에 7개 팀을 이루는 2개의 판타지 리그를 갖추고 있다. DSP 칩을 사용하여 플레이어의 실감나는 3D 움직임을 제공하기도 한다.